# Börje Lihné
Nils Börje Lihné, född den 23 mars 1923 i Malmö, död den 3 juni 1991 i Stenungsund, var en svensk jurist.
Lihné avlade studentexamen i Malmö 1941 och juris kandidatexamen i Lund 1947. Han genomförde tingstjänstgöring i Gärds och Albo domsaga 1947–1949. Lihné blev fiskal i Skånska hovrätten 1950, assessor där 1959, tillförordnad revisionssekreterare 1960, tingsdomare i Hallands södra domsaga 1961 samt tillförordnad häradshövding i Borås domsaga 1966 och i Ingelstads och Järrestads domsaga 1967. Han avlade juris licentiatexamen 1967 samt promoverades till juris doktor och blev docent i processrätt vid Lunds universitet 1968. Lihné blev hovrättsråd 1968, lagman i Stenungsunds tingsrätt 1972 och adjungerad professor vid Lunds universitet 1983. Han publicerade Lagsökning (1968) och Betalningsföreläggande (1973). Lihné blev riddare av Nordstjärneorden 1965. Han vilar i minneslund på Rängs kyrkogård.